# Lehututu
Lehututu – wieś w Botswanie w dystrykcie Kgalagadi. Osada znajduje się na pustyni Kalahari. Według spisu ludności z 2001 roku wieś liczyła 1719 mieszkańców.